# Morasza (partia)
Morasza (hebr.: מורשה, ang.: Morasha) – izraelska religijna partia polityczna działająca w latach 80. XX wieku.
Została założona przez Chajjima Drukmana, który w trakcie X kadencji Knesetu opuścił Narodową Partię Religijną (Mafdal) oraz Awrahama Werdigera, byłego posła Po’alej Agudat Jisra’el. W wyborach parlamentarnych w 1984 partia zdobyła dwa mandaty, które przypadły Drukmanowi i Werdigerowi. W trakcie kadencji Chajjim Drukman opuścił partię i powrócił do Mafdalu, zaś ugrupowanie, już jako jednoosobowa frakcja, przybrało nazwę Morasza-Po’alej Agudat Jisra’el. W kolejnych wyborach Werdiger startował już z listy Agudat Israel.